# جامع بستك
جامع بستك (بالفارسية: مسجد جامع بستک) هو مسجد تاريخي، ويقع في بستك.